# Mistrzostwa Polski w Łyżwiarstwie Szybkim w Wieloboju Sprinterskim 2004
23. Mistrzostwa Polski w wieloboju sprinterskim odbyły się w dniach 3-4 stycznia 2004 roku na torze Błonie w Sanoku.

## Kobiety
| Pozycja | Zawodniczka                  | Klub                       | 500 m | Pkt. | 1000 m | Pkt. | 500 m | Pkt. | 1000 m | Pkt. | Suma pkt. |
| ------- | ---------------------------- | -------------------------- | ----- | ---- | ------ | ---- | ----- | ---- | ------ | ---- | --------- |
| 01 !    | Katarzyna Wójcicka-Trzebunia | bez klubu                  |       |      |        |      |       |      |        |      | 171,195   |
| 02 !    | Luiza Złotkowska             | MKS-MOS Pruszków           |       |      |        |      |       |      |        |      | 177,565   |
| 03 !    | Karolina Ksyt                | Pilica Tomaszów Mazowiecki |       |      |        |      |       |      |        |      | 178,245   |

## Mężczyźni
| Pozycja | Zawodnik            | Klub              | 500 m | Pkt. | 1000 m | Pkt. | 500 m | Pkt. | 1000 m | Pkt. | Suma pkt. |
| ------- | ------------------- | ----------------- | ----- | ---- | ------ | ---- | ----- | ---- | ------ | ---- | --------- |
| 01 !    | Rafał Gąsior        | AZS               |       |      |        |      |       |      |        |      | 153,940   |
| 02 !    | Konrad Niedźwiedzki | AZS               |       |      |        |      |       |      |        |      | 155,950   |
| 03 !    | Maciej Ustynowicz   | Marymont Warszawa |       |      |        |      |       |      |        |      | 156,145   |